# Lee Know
Lee Min-ho (hangul: 이민호; Gimpo, 25 de outubro de 1998), mais conhecido como Lee Know (hangul: 리노), é um cantor e dançarino sul-coreano. É membro do grupo masculino Stray Kids, formado pela JYP Entertainment em 2017.

## Biografia
Lee Min-ho nasceu em Gimpo, na província de Gyeonggi, Coreia do Sul e é filho único. Começou a dançar ainda no ensino fundamental, após assistir a um vídeo de dança na internet. Frequentou aulas de dança por cinco anos antes de se tornar trainee. Lee Know formou-se na Escola Técnica Gimpo Jeil. Quando criança, praticou artes marciais e possui faixa preta de segundo grau em taekwondo e em artes marciais mistas.
Após a estreia, juntamente com os companheiros de banda Changbin e Han, Lee Know matriculou-se na Gukje Cyber University, onde estuda performance e entretenimento de radiodifusão.

## Carreira

### 2015–2017: Pré-estreia e show de sobrevivência
Lee Know participou de competições de dança, apresentando-se com a equipe 'Cupcakes' no World of Dance em 2016, e buscou oportunidades como dançarino profissional. Também atuou como dançarino de apoio do grupo de K-pop BTS, aparecendo em várias apresentações, no videoclipe de " Not Today " (2017) e acompanhando o grupo na turnê The Wings Tour, no mesmo ano. Após ser notado em uma competição de dança, a JYP Entertainment entrou em contato com ele em 2015 e o convidou para uma audição. Por não receber retorno imediato, presumiu que havia sido rejeitado, mas foi chamado alguns anos depois para ingressar na empresa.
Lee Know se juntou à JYP em 16 de julho de 2017, sendo o último integrante a entrar no Stray Kids. Participou do programa de sobrevivência Stray Kids e foi eliminado no quarto episódio, após cometer um erro durante uma apresentação de rap. No entanto, ao final do programa, ele e Felix, que também havia sido eliminado, foram reintegrados ao grupo e estrearam junto com os demais no episódio final. O EP de pré-estreia Mixtape foi lançado em janeiro de 2018, e o Stray Kids estreou oficialmente em 25 de março de 2018 com o EP I Am Not.

### 2017–presente: estreia com Stray Kids e atividades solo
Leo Know é um dos dançarinos principais do grupo e também contribui vocalmente em todos os álbuns. Lançou projetos solo no canal oficial da Stray Kids no YouTube, incluindo uma coreografia própria intitulada "Dawn", a canção solo "Limbo", a colaboração "Drive" (com Bang Chan), e um cover de "Love Me or Leave Me", do Day6.
Em agosto de 2021, Lee Know passou a apresentar o programa Show! Music Core, da MBC TV, ao lado de Kim Min-ju e Jungwoo, do NCT. Mais tarde naquele ano, os três foram indicados ao prêmio Rookie Award no MBC Entertainment Awards 2021.
Em 2024, Lee Know apresentou a faixa solo inédita "Youth" durante a turnê mundial Dominate World Tour. A canção foi posteriormente incluída em Hop, álbum lançado pelo grupo em 13 de dezembro. No mesmo ano, Lee Know ficou em 3º lugar no ranking K-Pop Artist 100, da Billboard.
Em 8 de abril de 2025, foi noticiado que Lee Know, junto aos colegas de grupo Seungmin e I.N, participaria da trilha sonora original do drama de fim de semana da tvN, Resident Playbook. A música, intitulada "Start!", foi lançada em 12 de abril de 2025.

## Outros empreendimentos

### Moda
Lee Know participou de sessões fotográficas para diversas marcas de moda, incluindo Gucci. Em 2021, estrelou uma campanha da Etro para os tênis "Earth Beat". Em maio de 2024, fez sua estreia no Met Gala, ao lado do Stray Kids, como convidado da Tommy Hilfiger. No mesmo mês, compareceu como convidado ao desfile Cruise 2025 da Gucci, realizado em Londres. Lee Know também figurou nas capas de revistas de moda, como W Korea e Beauty+. Em setembro de 2024, ele e seu colega de grupo Felix estrearam na New York Fashion Week, participando do desfile da coleção Primavera-Verão 2025 da Tommy Hilfiger como convidados.

### Filantropia
Em 28 de fevereiro de 2024, a organização World Vision International anunciou que Lee Know tornou-se a pessoa mais jovem a ser incluída no "Bob Pierce Honor Club", após doar uma quantia superior a [valor não especificado] wons sul-coreanos à instituição. Ele também patrocina quatro crianças por meio da mesma entidade.

### Televisão
A partir de agosto de 2021, Lee Know atuou como apresentador no Show! Music Core, encerrando suas atividades em outubro de 2023, com o fim de seu contrato de dois anos. Além disso, participou de diversos programas de televisão, como The Fishermen and the City, Idol Dictation Contest e Idol on Quiz.

## Vida pessoal
Em setembro de 2023, Lee Know, junto com seus colegas de grupo Seungmin e Hyunjin, sofreu um acidente de carro. Como resultado, eles não puderam se apresentar no Global Citizen Festival. Nenhum deles sofreu ferimentos graves.

## Discografia

### Músicas
| Título                                                                                    | Ano  | Melhores posições nas paradas | Melhores posições nas paradas | Melhores posições nas paradas | Melhores posições nas paradas | Melhores posições nas paradas | Álbum             |
| Título                                                                                    | Ano  | KOR DL                        | JPN DL                        | NZ Hot                        | UK Sales                      | US World                      | Álbum             |
| ----------------------------------------------------------------------------------------- | ---- | ----------------------------- | ----------------------------- | ----------------------------- | ----------------------------- | ----------------------------- | ----------------- |
| "Not!" (com Bang Chan e Seungmin)                                                         | 2018 | —                             | —                             | —                             | —                             | —                             | I Am Not          |
| "Who?" (com Felix e Han)                                                                  | 2018 | —                             | —                             | —                             | —                             | —                             | I Am Who          |
| "Wow" (com Felix e Hyunjin)                                                               | 2020 | —                             | —                             | —                             | —                             | 12                            | In Life           |
| "Surfin'" (com Felix e Changbin)                                                          | 2021 | 29                            | —                             | —                             | —                             | —                             | Noeasy            |
| "Waiting for Us" (피어난다) (com Bang Chan, Seungmin e I.N)                               | 2022 | 25                            | —                             | —                             | —                             | —                             | Oddinary          |
| "Taste" (com Felix e Hyunjin)                                                             | 2022 | 32                            | —                             | 23                            | —                             | 9                             | Maxident          |
| "Limbo" (나지막이)                                                                        | 2022 | 150                           | —                             | —                             | —                             | —                             | SKZ-Replay        |
| "Drive" (com Bang Chan)                                                                   | 2022 | —                             | —                             | —                             | —                             | —                             | SKZ-Replay        |
| "Want so Bad" (com Han)                                                                   | 2023 | —                             | —                             | —                             | —                             | —                             | Single avulso     |
| "Youth"                                                                                   | 2024 | 25                            | —                             | —                             | —                             | —                             | Hop               |
| "Cinema" (com Seungmin)                                                                   | 2025 | 141                           | 52                            | 31                            | 47                            | 2                             | Mixtape: Dominate |
| "—" denota lançamentos que não entraram nas paradas ou não foram lançados naquela região. |      |                               |                               |                               |                               |                               |                   |

### Aparições em trilhas sonoras
| Título                             | Ano  | Peak | Álbum                                                |
| Título                             | Ano  | KOR  | Álbum                                                |
| ---------------------------------- | ---- | ---- | ---------------------------------------------------- |
| "Começar!" (with Seungmin and I.N) | 2025 | —    | Trilha sonora original do Resident Playbook, Parte 1 |

### Créditos de composição
Todos os créditos das músicas são adaptados do KOMCA, a menos que indicado de outra forma.
| Ano                | Título da canção                                    | Artista                            | Álbum         | Letra   | Letra                                                                         | Música  | Música                                                          |
| Ano                | Título da canção                                    | Artista                            | Álbum         | Crédito | Com                                                                           | Crédito | Com                                                             |
| ------------------ | --------------------------------------------------- | ---------------------------------- | ------------- | ------- | ----------------------------------------------------------------------------- | ------- | --------------------------------------------------------------- |
| 2018               | "Glow"                                              | Stray Kids                         | Mixtape       | Não     | Não                                                                           | Yes     | Lim Jung-suk, Bang Chan                                         |
| 2018               | "Mixtape #1"                                        | Stray Kids                         | I Am Not      | Yes     | Bang Chan, Changbin, Han, Hyunjin, Seungmin, Kim Woojin, Yang Jeong-in, Felix | Não     | Não                                                             |
| 2018               | "Mixtape #2"                                        | Stray Kids                         | I Am Who      | Yes     | Bang Chan, Changbin, Han, Hyunjin, Seungmin, Kim Woojin, Yang Jeong-in, Felix | Yes     | Bang Chan, Changbin, Han, Hyunjin, Seungmin, Woojin, I.N, Felix |
| 2018               | "Mixtape #3"                                        | Stray Kids                         | I Am You      | Yes     | Bang Chan, Changbin, Han, Hyunjin, Seungmin, Kim Woojin, Yang Jeong-in, Felix | Yes     | Bang Chan, Changbin, Han, Hyunjin, Seungmin, Woojin, I.N, Felix |
| 2019               | "Mixtape #4"                                        | Stray Kids                         | Clé 1: Miroh  | Yes     | Bang Chan, Changbin, Han, Hyunjin, Seungmin, Kim Woojin, Yang Jeong-in, Felix | Yes     | Bang Chan, Changbin, Han, Hyunjin, Seungmin, Woojin, I.N, Felix |
| 2019               | "Mixtape #5"                                        | Stray Kids                         | Clé: Levanter | Yes     | Bang Chan, Changbin, Han, Hyunjin, Seungmin, I.N, Felix                       | Yes     | Bang Chan, Changbin, Han, Hyunjin, Seungmin, I.N, Felix         |
| 2019               | "Wow"                                               | Lee Know, Hyunjin, Felix           | In Life       | Yes     | Kass, Hyunjin, Felix                                                          | Não     | Não                                                             |
| 2021               | "Drive"                                             | Bang Chan, Lee Know                | SKZ-Replay    | Yes     | Bang Chan                                                                     | Não     | Não                                                             |
| 2021               | "Surfin"                                            | Lee Know, Changbin, Felix          | Noeasy        | Yes     | Changbin, Felix                                                               | Yes     | Versachoi, Changbin, Felix                                      |
| 2021               | "Placebo"                                           | Stray Kids                         | SKZ2021       | Yes     | Bang Chan, Changbin, Han, Hyunjin, Seungmin, I.N, Felix                       | Yes     | Bang Chan, Changbin, Han, Hyunjin, Seungmin, I.N, Felix         |
| 2021               | "Behind The Light" (hangul: 그림자도빛이있어야존재) | Stray Kids                         | SKZ2021       | Yes     | Bang Chan, Changbin, Han, Hyunjin, Seungmin, I.N, Felix                       | Yes     | Bang Chan, Changbin, Han, Hyunjin, Seungmin, I.N, Felix         |
| 2021               | "For You"                                           | Stray Kids                         | SKZ2021       | Yes     | Bang Chan, Changbin, Han, Hyunjin, Seungmin, I.N, Felix                       | Yes     | Bang Chan, Changbin, Han, Hyunjin, Seungmin, I.N, Felix         |
| 2021               | "Hoodie Season"                                     | Stray Kids                         | SKZ2021       | Yes     | Bang Chan, Changbin, Han, Hyunjin, Seungmin, I.N, Felix                       | Yes     | Bang Chan, Changbin, Han, Hyunjin, Seungmin, I.N, Felix         |
| 2021               | "Broken Compass" (hangul: 고장난나침반)             | Stray Kids                         | SKZ2021       | Yes     | Bang Chan, Changbin, Han, Hyunjin, Seungmin, I.N, Felix                       | Yes     | Bang Chan, Changbin, Han, Hyunjin, Seungmin, I.N, Felix         |
| 2022               | "Waiting for Us" (hangul: 피어난다)                 | Bang Chan, Lee Know, Seungmin, I.N | Oddinary      | Yes     | Bang Chan, Seungmin, I.N                                                      | Yes     | Bang Chan, Seungmin, I.N, Nickko Young                          |
| 2022               | "Taste"                                             | Lee Know, Hyunjin, Felix           | Maxident      | Yes     | Hyunjin, Felix                                                                | Yes     | Bang Chan, Hyunjin, Felix                                       |
| 2022               | "Limbo" (hangul: 나지막이)                          | Lee Know                           | SKZ-Replay    | Yes     | Hotsauce                                                                      | Yes     | Hotsauce                                                        |
| 2024               | "Youth"                                             | Lee Know                           | Hop           | Yes     | Danke, Bang Hye-hyeon                                                         | Não     | Não                                                             |
| Total = 18 músicas |                                                     |                                    |               |         |                                                                               |         |                                                                 |

## Videografia

### Videoclipes
| Título   | Ano  | Artista(s)             | Álbum                                               | Ref.   |
| -------- | ---- | ---------------------- | --------------------------------------------------- | ------ |
| "Youth"  | 2024 | Lee Know               | Saltar                                              | [ 40 ] |
| "Start!" | 2025 | Lee Know, Seungmin, IN | Trilha sonora original do Resident Playbook, Part.1 | [ 41 ] |

### Aparições em videoclipes
| Ano  | Título      | Artista | Observação         | Ref.   |
| ---- | ----------- | ------- | ------------------ | ------ |
| 2017 | "Not Today" | BTS     | Dançarino de apoio | [ 42 ] |

## Filmografia

### Televisão
| Ano       | Título                     | Papel                | Nota                   | Ref. |
| --------- | -------------------------- | -------------------- | ---------------------- | --- |
| 2017      | Stray Kids                 | Concorrente          | Estreou com Stray Kids | [ 43 ] |
| 2021      | The Fishermen and the City | Concorrente          | Vencedor do concurso   | [ 31 ] [ 44 ] |
| 2021      | Idol Dictation Contest     | Painelista           |                        | [ 32 ] [ 45 ] |
| 2021–2023 | Show! Music Core           | Mestre de cerimônias | Com Jungwoo            | "Stray Kids' Lee Know, NCT's Jungwoo to join Show! Music Core as hosts". Korea JoongAng Daily. August 9, 2021. Archived from the original on February 29, 2024. Retrieved February 29, 2024.</ref> |

## Prêmios e indicações
| Cerimônia de premiação   | Ano  | Categoria           | Trabalho         | Resultado | Ref.   |
| ------------------------ | ---- | ------------------- | ---------------- | --------- | ------ |
| MBC Entertainment Awards | 2021 | Prêmio de Revelação | Show! Music Core | Indicado  | [ 17 ] |